# Рикман с камнем
«Ри́кман с ка́мнем» (англ. Rickmancing the Stone) — второй эпизод третьего сезона американского мультсериала «Рик и Морти». Сценарий к эпизоду написала Джейн Бекер, а режиссёром выступил Доминик Полчино.
Название эпизода отсылает к фильму «Роман с камнем» (1984).
Премьера эпизода состоялась 30 июля 2017 года в блоке Adult Swim на Cartoon Network. Эпизод посмотрели около 2,9 миллиона зрителей во время выхода в эфир.

## Сюжет
Рик переносит Морти и Саммер на постапокалиптическую версию Земли, где их преследует группа падальщиков, известных как «Сталкеры смерти». Рик замечает, что у группы есть ценный камень изотопа 322, поэтому он и дети присоединяются к ним в надежде украсть его. Саммер влюбляется в лидера Сталкеров смерти, в то время как Морти получает силу накаченной руки, которая берёт его на поиски убийцы своего предыдущего владельца. Рик уходит и заменяет детей андроидами, чтобы обмануть Бет. Когда он возвращается, он помогает Сталкерам смерти использовать изотоп для питания электричеством всей цивилизации. Саммер не нравится, как это изменение смягчает Сталкеров смерти, и она решает последовать за Риком и Морти домой. Перед уходом Рик крадёт изотоп. Этот опыт помогает детям преодолеть развод родителей. Саммер примиряется с Джерри, а Морти понимает, что должен жить своей жизнью.
В сцене после титров, когда Джерри получает пособие по безработице, появляется волк и издевается над ним, чтобы тот отдал его. Волк съедает чек, а после выплёвывает его, тем самым ещё больше разрушая новую жизнь Джерри.

## Отзывы
Джон Шварц из Bubbleblabber назвал эпизод «очень забавным и очень показательным для популярных прошлых эпизодов шоу», также высоко оценив сюжетную линию Саммер и рост её персонажа в эпизоде. Шварц также отметил, что сюжет «действительно конкретизировал бит о разводе и пробовал что-то новое, что могло бы вывести франшизу на новый уровень повествования Эмми». Джо Матар из Den of Geek раскритиковал перерыв между сезонами, заявив о «Рикмане с камнем», что «это было не совсем так, как было на самом деле, но это всё же был очень хорошо продуманный и довольно забавный эпизод». Матар также высоко оценил сложность сюжета, заявив, что он «убирает динамику персонажа, а не просто отодвигает его на задний план или быстро разрешает его». Джесси Шедин из IGN отметил, что этот эпизод «в основном разыгрывался как расширенная пародия на Безумного Макса», заявив, что он был в основном сосредоточен на пародировании других работ, которые развивают свои собственные сюжеты, и что «никогда не чувствовалось, что в „Рикмане с камнем“ есть что-то особенно проницательное». Стив Грин из IndieWire также похвалил Саммер в этом эпизоде, заявив, что «это один из самых лёгких эпизодов „Рика и Морти“ за последнее время … Это был шанс для сериала сыграть на одном из самых громких фильмов, снятых во время перерыва, и при этом подкрасться не в столь тонкой аллегории семьи, которую медленно разрывают на части».